# Saul Steinberg
Pour les articles homonymes, voir Saul Steinberg (homme d'affaires) et Steinberg.
Saul Steinberg, né à Râmnicu Sărat en Roumanie le 15 juin 1914 et mort à New York le 12 mai 1999, est un artiste roumain, naturalisé américain, dessinateur de presse et illustrateur.
Ayant vécu la majorité de sa vie à New York, il est particulièrement célèbre pour son travail d'illustrateur pour le magazine le New Yorker. Il fut un dessinateur au style simple mais affûté et efficace. Il s'essaya à toutes les techniques graphiques à la sculpture et au collage.

## Biographie

### Roumanie, Italie puis États-Unis
Saul Steinberg est né en Roumanie en 1914 dans une famille juive ashkénaze, et a commencé des études de lettres à Bucarest avant d'émigrer en Italie en 1933, à cause de la poussée d'antisémitisme dans son pays natal.
Il s'inscrit à l'École polytechnique de Milan, où il obtient en 1940 son diplôme d'architecture. Durant ces années à Milan, il publie des dessins satiriques appréciés dans la revue Bertoldo. Son esprit très incisif y est déjà présent et remarqué puisque son travail paraît dans les revues américaines Life et Harper's Bazaar, ainsi que dans plusieurs autres revues italiennes.
Les lois antisémites italiennes le poussent finalement à émigrer vers les États-Unis en 1941. Il passe par Lisbonne, puis est refoulé une première fois à Ellis Island, et doit attendre plusieurs mois en République dominicaine avant de pouvoir finalement entrer sur le territoire américain.

### Reconnaissance
Il commence dès fin 1941[réf. souhaitée] à publier dans le New Yorker. Cette association perdurera pendant près de soixante ans et Steinberg produira 90 couvertures du magazine, 635 schémas et publiera près de 1200 de ses œuvres.
Sa première exposition personnelle se tient à la galerie Wakefield en 1943 à New York. Trois ans plus tard, il figure parmi les Quatorze Américains à être exposés au musée d'art moderne de New York en compagnie d'Arshile Gorky, Isamu Noguchi, ou Robert Motherwell.
Il se marie avec Hedda Sterne en 1944, mais aura une vie sentimentale mouvementée.
Il devient un véritable ambassadeur de l'art américain dans le monde et s'engage dans une longue série d'expositions en galerie, dans les plus grands musées, expositions américaines ou internationales. En France, son travail est de nombreuses fois exposé à la galerie Maeght, à Paris.
En 1956, il partage avec Millôr Fernandes le premier prix de l'exposition internationale de caricatures de Buenos Aires.
Saul Steinberg est mort dans son appartement de la soixante-quinzième rue de New York, en 1999.

## Style et thèmes
Steinberg utilise un large éventail de moyens, se servant de plusieurs médias en même temps sur une simple image (crayon, crayon de couleur, fusain, huile, gouache, aquarelle, collage, etc.). Inventeur d'une calligraphie personnelle, où l'écrit prend valeur de dessin, son art se teinte d'ironie et d'affection mais toujours d'une virtuosité maîtrisée. Il fabrique notamment des documents, passeports, diplômes et autres certificats.
L'un de ses travaux les plus célèbres est la couverture View of the World from 9th Avenue (en) du 29 mars 1976 du New Yorker, où il trace une carte de Manhattan New York qui fait référence à une géographie mentale,.
Ce dessin a été repris et détourné de nombreuses fois (contrairement à la volonté de Steinberg).
Steinberg a exploré les systèmes sociaux et politiques, les faiblesses humaines, la géographie, l'architecture, la langue, et l'art lui-même. Une partie importante de son travail est reliée aux documents officiels, passeports, diplômes, signatures etc. détournés.
L'idée du déguisement étant un point central de son œuvre[réf. souhaitée], Steinberg a souvent réalisé des masques puisque, pour lui, chacun porte un masque, réel ou métaphorique.

## Œuvres
- Saul Steinberg, Le Labyrinthe, Delpire, 1960.
- Saul Steinberg, Delpire, coll. « Poche : Illustrateur », 2008.